# Franc Testen
Franc Testen (* 1948, Lublaň) je slovinský právník.

## Životopis
Testen maturoval v roce 1967 na lublaňském klasickém gymnáziu, Právnickou fakultu Univerzity v Lublani dokončil v roce 1971. V letech 1971 až 1979 pracoval jako podnikový právník v lublaňské společnosti Metalka.
Soudcem lublaňského soudu se stal v roce 1979 a působil zde až do roku 1984 na úseku obchodního rejstříku, hospodářských přestupků a hospodářských sporů. Jako nezávislý právní konzultant pracoval pro Lublaňskou banku (1984 až 1985), Iskru (1985 – 1990) a v letech 1990 až 1992 byl ředitelem právního odboru Lublaňské banky.
16. listopadu 1992 byl zvolen soudcem Nejvyššího soudu. V květnu 1993 byl zvolen soudcem Ústavního soudu. Tři roky působil jako místopředseda Ústavního soudu a od listopadu 1998 do listopadu 2001 jako jeho předseda. Mandát soudce Ústavního soudu skončil 24. května 2002. Od 24. srpna 2002 působil Testen opět na Nejvyšším soudu. Od roku 1992 je členem pracovní skupiny při ústavním výboru Státního shromáždění na změnu ústavy.
27. února 2004 byl Testen zvolen Státním shromážděním na šest let do funkce předsedy Nejvyššího soudu. Po uplynutí mandátu v únoru 2010 se nepodařilo hned zvolit předsedu, a tak Soudní rada jednomyslně jmenovala dočasnou předsedkyni Alenku Jelencovou Puklavcovou.